# 碾庄镇
碾庄镇，是中华人民共和国江苏省徐州市邳州市下辖的一个乡镇级行政单位。
碾庄镇是淮海战役主战场之一，1948年11月国军黄百韬第七兵团在碾庄地区被解放军华东野战军包围，至11月22日所部10万余人全军覆灭，黄百韬自戕，现当地建有纪念碑。

## 行政区划
碾庄镇下辖以下地区：
陵园社区、碾庄村、院上村、闫桥村、大兴村、倪庄村、韩庄村、大宋村、彭庄村、王集村、泗庄村、韩高村、稍墩村、庙前村、祁庄村、衡集村、鲁楼村、岱山村、生墩村、孔庄村、练滩村、李集村、才庄村、楼胡村、宗庙村、六户村、井墩村和桑园村。